# Gabriel Baron
Gabriel Baron, né le 23 décembre 1859 à Marseille et mort le 22 octobre 1928 à Cannes (Alpes-Maritime), est un avocat et homme politique français. 
Militant socialiste et adhérent au Parti ouvrier français (POF) de Jules Guesde, il adopte, durant l'Affaire Dreyfus, des positions nationalistes et antidreyfusardes.

## Biographie

### Jeunesse et études
Gabriel Charles Esprit Baron naît à Marseille en 1859 dans une famille bourgeoise. Il reçoit une instruction classique et songe à préparer l'École normale supérieure. Il est finalement attiré par le droit, et suit des études de droit pour devenir avocat.

### Parcours professionnel et politique
Il installe son cabinet à Aix-en-Provence, et s'implique en politique dans cette ville.
Militant socialiste, il lutte, par la parole et par la plume, pour la refonte de l'ordre social et pour la suppression des privilèges et monopoles des féodalités financières. 
Il en est élu maire 1896, poste qu'il conserve jusqu'en 1897. 
Il est conseiller général de 1889 à 1913. Il y fonde le groupe socialiste et soutient une vive lutte pour y obtenir la création d'une commission du travail.
Le siège de député des Bouches-du-Rhône se libère en 1897 du fait de l'élection de Victor Leydet au Sénat. Il est élu cette année-là, et il conserve son siège jusqu'en 1898. Il est ensuite réélu en 1902.
Inscrit chez les socialistes parlementaires mais changera de point de vue en fonction des événements. Pendant l'affaire Dreyfus, ce socialiste membre du Parti ouvrier français sera nationaliste et antisémite.
Il se fait volontiers l'écho à la Chambre des soucis locaux de ses mandants et défend, lors des débats et des séances en commission, la faculté de droit et le collège d'Aix, ainsi que le téléphone de Paris à Marseille. Il quitte son siège en 1910.

## Sources
- « Gabriel Baron », dans le Dictionnaire des parlementaires français (1889-1940), sous la direction de Jean Jolly, PUF, 1960 [détail de l’édition]